# Shahrestān-e Khalkhāl
Shahrestān-e Khalkhāl (persiska: شهرستان خلخال, خلخال) är en delprovins (shahrestan) i Iran.   Den ligger i provinsen Ardabil, i den nordvästra delen av landet, 300 km nordväst om huvudstaden Teheran.
Delprovinsen hade 86 731 invånare 2016.